# Ilsede
Ilsede er en kommune med godt 11.400 indbyggere (2013) i Landkreis Peine i den østlige del af den tyske delstat Niedersachsen.

## Geografi
Ilsede ligger omkring 5 km syd for Peine, og i kommunen ligger disse byer og landsbyer:
- Adenstedt
- Bülten 1.791
- Gadenstedt
- Groß Bülten 1.399
- Groß Ilsede 2.703
- Groß Lafferde
- Klein Ilsede 1.912
- Münstedt
- Oberg
- Ölsburg 2.800
- Solschen 1.083

Indbyggere pr. 31. december 2011

### Nabokommuner
Ilsede grænser til (med uret fra nord):
- Peine
- Vechelde
- Lengede
- Söhlde
- Hohenhameln